# 大和インターチェンジ
大和インターチェンジ（たいわインターチェンジ）は、宮城県黒川郡大和町落合舞野にある、東北自動車道のインターチェンジ。
松島海岸および石巻方面へ向かう車は、仙台南部道路が仙台南ICで直結する前までは、このICを利用しており、三陸自動車道の最初の区間（仙台松島道路）はこのインターから石巻方面に向かう車が混雑する松島エリアをバイパスできるように造られたものであった。

## 道路
- E4 東北自動車道（30番）
- 接続する道路：宮城県道3号塩釜吉岡線（宮城県道9号大和松島線重複）

## 料金所
- ブース数：6

### 入口
- ブース数：2
  - ETC専用：1
  - 一般：1

### 出口
- ブース数：4
  - ETC専用：1
  - ETC・一般：1
  - 一般：2

## 周辺
- 仙台北部中核工業団地
- サテライト大和（場外車券売場）2023年3月末で終了[2]
- 昭和万葉の森

## 隣
E4 東北自動車道
(29)泉IC - (29-1)富谷JCT - 鶴巣PA - (30)大和IC - (30-1)大衡IC